# Machthebbers in 93 v.Chr.
In 93 v.Chr. waren onderstaande personen in machtsposities.

## Europa
| Land | Positie | Dynastie         | Machthebber            | Tijdvak   |
| ---- | ------- | ---------------- | ---------------------- | --------- |
| Rome | Consul  |                  | Gaius Valerius Flaccus | 93 v.Chr. |
| Rome | Consul  | Marcus Herennius | 93 v.Chr.              |           |

## Midden-Oosten
| Land              | Positie                      | Dynastie      | Machthebber              | Tijdvak                        |
| ----------------- | ---------------------------- | ------------- | ------------------------ | ------------------------------ |
| Egypte            | Koning van Egypte            | Ptolemaeën    | Ptolemaeus X Alexander I | 107 v.Chr.-88 v.Chr.           |
| Nabatea           | Koning van de Nabateeërs     |               | Obodas I                 | 96 v.Chr. - 85 v.Chr.          |
| Israël            | Koning en hogepriester       | Hasmoneeën    | Alexander Janneüs        | 103 v.Chr. - 76 v.Chr.         |
| Parthische Rijk   | Koning van Parthië           | Arsaciden     | Mithridates II           | 124 v.Chr. - 88 v.Chr.         |
| Pontus            | Koning van Pontus            |               | Mithridates VI           | 113 v.Chr. - 63 v.Chr.         |
| Bithynië          | Koning van Bithynië          |               | Nicomedes IV             | ca. 94 v.Chr. tot 75/74 v.Chr. |
| Armenië           | Koning van Armenië           | Artaxiaden    | Tigranes II              | 95 v.Chr. - 55 v.Chr.          |
| Kaukasisch Iberië | Koning van Kaukasisch Iberië | Artaxiaden    | Arshak I                 | 93 v.Chr. - 78 v.Chr.          |
| Kaukasisch Iberië | Koning van Kaukasisch Iberië | P'arnavaziani | P'arnajom                | 109 v.Chr. - 93 v.Chr.         |
| Cappadocia        | Romeins vazalkoning          |               | Ariobarzanes I           | 95 v.Chr. - 63 of 62 v.Chr.    |
| Seleucidenrijk    | Koning van Seleucië          | Seleuciden    | Antiochus XI Epiphanes   | 94 v.Chr. - 93/92 v.Chr.       |
| Seleucidenrijk    | Koning van Seleucië          | Seleuciden    | Philippus I Philadelphus | ca.95 - 83/82 v.Chr.           |
| Seleucidenrijk    | Koning van Seleucië          | Seleuciden    | Antiochus X Eusebes      | 95 - 88 v.Chr.                 |
| Seleucidenrijk    | Koning van Seleucië          | Seleuciden    | Demetrius III Eucaerus   | 97 v.Chr. - na 88/87 v.Chr.    |
| Commagene         | Koning                       | Orontiden     | Mithridates I            | 106 v.Chr. - 70 v.Chr.         |

## Noord-Afrika
| Land       | Positie | Dynastie | Machthebber | Tijdvak                |
| ---------- | ------- | -------- | ----------- | ---------------------- |
| Mauretania | Koning  |          | Bocchus I   | 111 v.Chr. - 80 v.Chr. |
| Numidië    | Koning  |          | Gauda       | 106 v.Chr. - 88 v.Chr. |

## Azië
| Land   | Positie                         | Dynastie       | Machthebber      | Tijdvak               |
| ------ | ------------------------------- | -------------- | ---------------- | --------------------- |
| Ceylon | Koning                          | Pancha Dravida | Panya Mara       | 98 v.Chr. - 91 v.Chr. |
| China  | Keizer van China                | Han-dynastie   | Han Wudi van Han | 140 v.Chr.- 87 v.Chr. |
| Japan  | Keizer van Japan (legendarisch) |                | Keizer Sujin     | 97 v.Chr.-30 v.Chr.   |
| Korea  | Koning van Bukbuyeo             |                | Godumak          | 108 v.Chr.– 60 v.Chr. |
| Korea  | Koning van Buyeo                |                | Gouru            | 121 v.Chr.– 86 v.Chr. |